# Wilhelmskreuz (Württemberg)
Das Wilhelmskreuz wurde am 13. September 1915 von König  Wilhelm II. von Württemberg gestiftet und konnte an alle Männer verliehen werden, die sich während des Ersten Weltkriegs, ohne daran unmittelbar teilgenommen zu haben, in dienstlicher oder freiwilliger Tätigkeit namhafte Verdienste um die öffentliche Wohlfahrt erworben hatten.

## Stufen

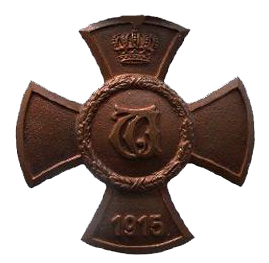
Wilhelmskreuz ohne Schwerter

Das Wilhelmskreuz existiert in drei unterschiedlichen Ausführungen
- Wilhelmskreuz mit Schwertern und Krone – für außergewöhnliche Verdienste
- Wilhelmskreuz mit Schwertern – für Verdienste im Krieg in der Heimat
- Wilhelmskreuz – für sonstige Verdienste

## Aussehen
Die Auszeichnung ist ein aus Bronze gefertigtes Ruppertkreuz, in dessen Mitte, umgeben von einem Lorbeerkranz die Initialen des Stifters zu sehen sind. Im unteren Kreuzarm steht die Jahreszahl 1915. Auf der Rückseite findet sich die zweizeilige Inschrift KRIEGS- VERDIENST.

## Trageweise
Das Wilhelmskreuz mit Schwertern und Krone ist ein Steckkreuz, die anderen beiden Stufen wurden an einem gelben Band mit schwarzen Streifen getragen.

## Bekannte Träger
siehe: Kategorie:Träger des Württembergischen Wilhelmskreuzes